# Диков, Сергей Алексеевич
Сергей Алексеевич Диков (8 января 1926 — 12 марта 2018) — советский военачальник, заместитель начальника Генерального штаба Вооруженных сил СССР, ответственный секретарь Совета обороны СССР (1986—1989), генерал-полковник.

## Биография
Родился 8 января 1926 года в г. Валуйки Валуйского уезда Воронежской губернии, ныне Валуйского уезда Белгородской области.
В июне 1942 года в 16-летнем возрасте добровольцем вступил в РККА. С 1943 года в действующей армии — в составе 1118-го стрелкового полка 338-й стрелковой дивизии воевал на Сталинградском, Донском, Центральном и 1-м Белорусском фронтах.
Военное образование: окончил Рязанское Краснознамённое пехотное училище имени К. Е. Ворошилова (1949, по первому разряду) и основной факультет Военной академии имени М. В. Фрунзе (1969, с отличием).
Служил в войсках Московского и Воронежского военных округов, в Группе советских войск в Германии.
С 1969 года — в Главном оперативном управлении Генерального штаба (подполковник, полковник, генерал-майор, генерал-лейтенант).
С 1986 по 1989 год — заместитель начальника Генерального штаба ВС СССР, ответственный секретарь Совета обороны СССР (генерал-полковник), в 1989—1991 годах — помощник представителя главнокомандующего Объединёнными вооружёнными силами государств — участников Варшавского договора в Болгарской народной армии.
С 1991 года в отставке. Жил в Москве.
Умер 12 марта 2018 года. Похоронен на Троекуровском кладбище.

## Награды
- Награждён орденами Октябрьской Революции, Отечественной войны I степени, Красной Звезды, «За службу Родине в Вооружённых Силах СССР» II и III степеней, а также орденами иностранных государств и медалями.